# Calyptomyrmex clavatus
Calyptomyrmex clavatus är en myrart som beskrevs av Weber 1952. Calyptomyrmex clavatus ingår i släktet Calyptomyrmex och familjen myror. Inga underarter finns listade.